# 우메다 나오야
우메다 나오야(일본어: 梅田 直哉, 1978년 4월 27일 ~ )는 일본의 전 축구 선수이다.

## 구단 경력
과거 산프레체 히로시마, 우라와 레즈, 몬테디오 야마가타, 쇼난 벨마레, 가이나레 돗토리, FC 기후에서 활동하였다.